# 凱里南站

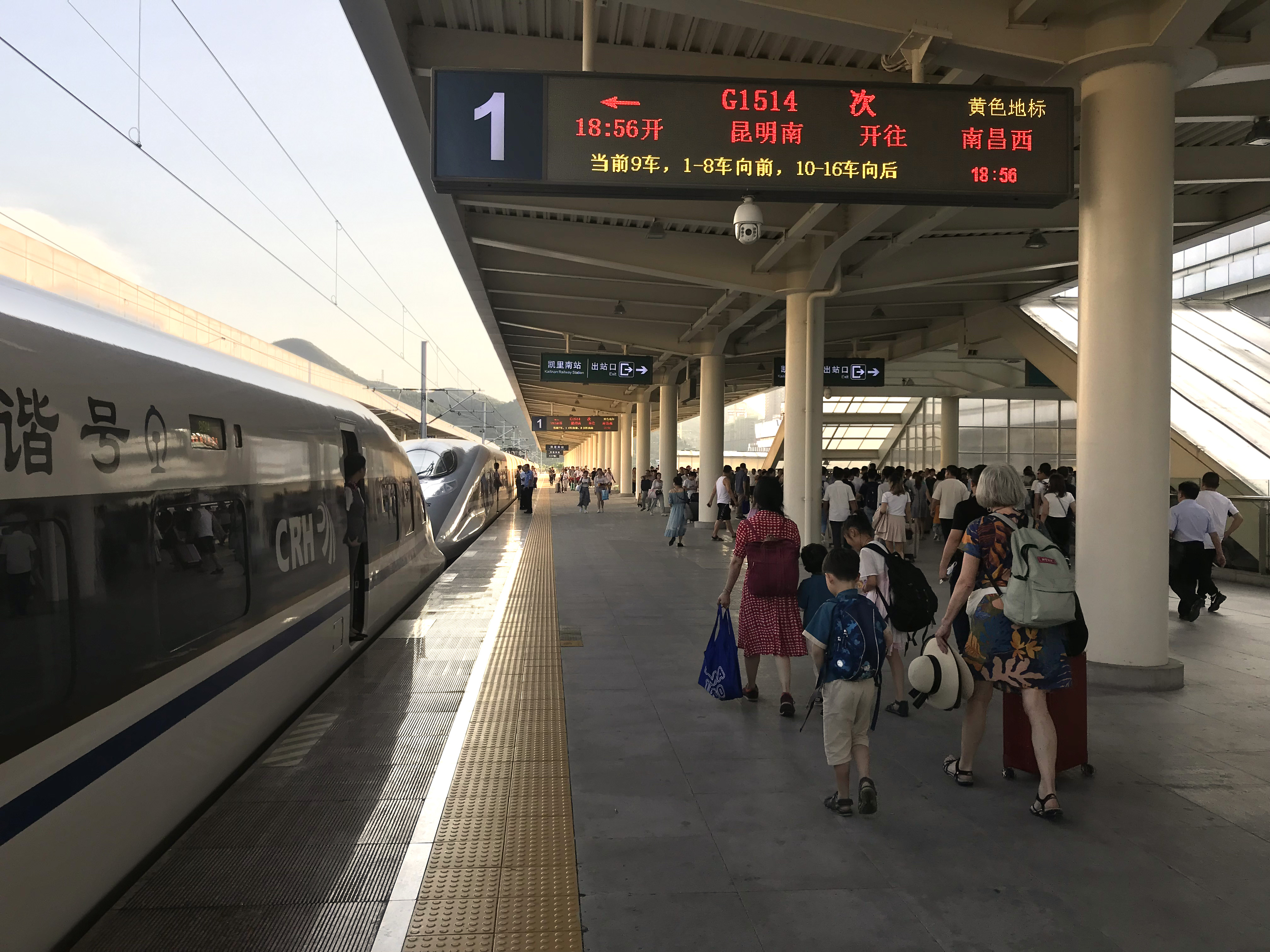
凯里南站1號站台

凱里南站位于中华人民共和国贵州省黔东南苗族侗族自治州凯里市经济开发区金汇大道，是沪昆客运专线上的高铁站，于2015年6月18日启用营运，由中国铁路成都局集团凯里车务段管辖。

## 歷史
- 2015年6月18日通车启用[2][3]。

## 車站周邊
- 中国邮政储蓄银行金汇路营业所
- 黔东南州地税局稽查二分局
- 鸿源·阳光100酒店
- 中国工商银行凯里开发区分理处
- 凯里市工商局开发区工商分局
- 中国农业银行鸟娴山庄西南营业厅
- 中国建设银行凯里开发区支行
- 中国移动开发区翁义营业厅
- 天语阳光酒店

## 外部連結
- 中国铁路客户服务中心（页面存档备份，存于）